# Natron (jezioro)
Natron – słone jezioro położone w północnej Tanzanii w pobliżu granicy z Kenią. Powierzchnia uzależniona od poziomu wody, który ulega dużym wahaniom spowodowanym parowaniem i nieregularnym zasilaniem w wodę opadową. Cofająca się woda odsłania mieszaninę soli i minerału o nazwie natron, od którego pochodzi nazwa jeziora. Temperatura wody potrafi osiągnąć 41°C, a pH dochodzi do 10,5. Jezioro osiąga maksymalną powierzchnię 850 km² i głębokość 50 cm.
W 2006 jezioro zyskało zainteresowanie Tata Chemical Industries i rządu Tanzanii pod kątem wydobycia węglanu sodu z jeziora, co zostało wskazane jako potencjalne zagrożenie dla gniazdujących tam ptaków. Mimo kampanii „Think Pink”, zorganizowanej przez BirdLife International nie udało się zatrzymać planów wydobycia. Według badania z 2014, koszty inwestycji, ochrony lokalnej przyrody oraz ceny węglanu sodu czynią potencjalne wydobycie nieopłacalnym.
Woda jest silnie zasolona – miejscami stężenie chloru osiąga 6500 mg/litr. Okolice Natron porasta sucha roślinność zdominowana przez niewielkie akacje. Znajduje się w odizolowanym miejscu; Europejczycy dotarli do niego dopiero w 1954.
Jezioro jest ważną ostoją flamingów małych (Phoeniconaias minor) – co roku gniazduje w jego obrębie 1,5–2,5 miliona tych ptaków. Ze względu na wysokie zasolenie i zasadowość wody w jeziorze jest w stanie przetrwać w nim niewiele organizmów. Wyjątkiem są m.in. sinice Spirulina, które flamingi filtrują z wody jeziora.
Ze względu na zawartość węglanu sodu w wodzie w okolicy jeziora można znaleźć dobrze zakonserwowane truchła zwierząt. Stały się one obiektem serii fotografii Nicka Brandta; autor opublikował je w albumie Across the Ravaged Land (Abrams Books, 2013). W przeciwieństwie do rozpowszechnionych w internecie opinii, zwierzęta te nie zdechły w pozycjach uwiecznionych na zdjęciach; ich ułożenie zostało zaaranżowane przez fotografa.